# 伍廷芳
伍廷芳，JP（1842年7月9日—1922年6月23日），本名叙，字文爵，又名才，号秩庸，齋號、筆名觀渡廬，清末民初外交家、法學家、书法家。伍氏祖籍廣東新會，生於英屬馬六甲，是首位取得英國律師資格的華人，香港早期华人精英，也是香港首名華人大律師和首名華人立法局議員。後於中國從政，是近代有名的政治家，官至中華民國外交總長。

## 生平

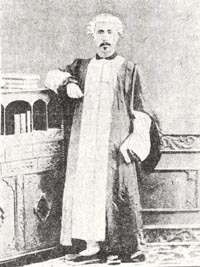
香港大律師暨定例局議員伍才

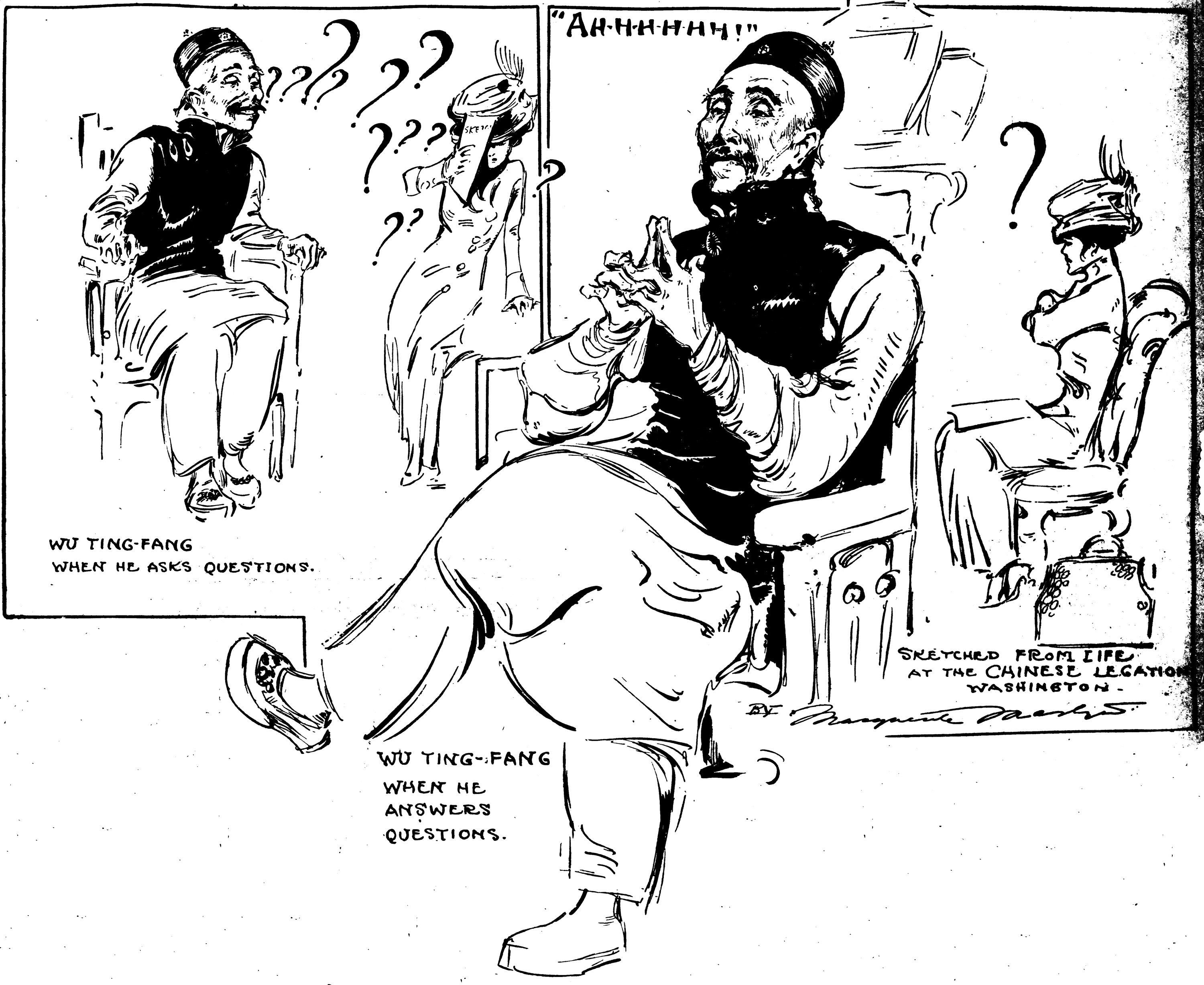
伍廷芳接受美國記者瑪格麗特·馬丁專訪时的素描

### 家世與早年
伍廷芳祖籍「斗洞伍氏」（广东省江门市台山市大江镇沙冲村），籍貫廣東新會陳沖鄉現龍村橋頭里，斗洞伍天麟之後，世居新會城郊西墩官來橋，南宋末年名將伍隆起，正是其同宗。道光廿二年六月初二日生於英属马六甲峇都安南，三歲時隨父親回廣州芳村定居，在廣州讀書。十三歲時遭綁架，說服綁匪逃脫。

### 移居香港
十四歲時在親戚陳藹亭陪同下以伍才之名往香港求學，在聖保羅書院就讀，畢業後於1861年任香港的高等審判庭、地方法院等的翻譯。1860年，伍才與黃勝利用報社廢棄的中文鉛字，一同創辦中國第一份中文報紙《中外新報》；同時，又協助陳藹亭創辦《香港華字日報》。1864年與牧師何進善的長女何妙齡成婚。1871年調任港府巡理署譯員。

### 留學英國
1874年與妻子自費赴英國留學，在英國倫敦大學學院攻讀法律，並於1874年入四大訟務律師學院之一的林肯律師學院受大律師培訓，1877年畢業，獲得倫敦大學學院所頒法律博士（LLD）學位，1876年通過大律師資格考試，是英國首位華人大律師，同期同學包括後任英國首相的H·H·阿斯奎斯。伍於1877年1月26日正式成爲大律師。1月23日，拜會駐英公使郭嵩燾，郭氏欲招為己用。

### 返港從政
1877年3月乘船離英奔喪，在船上認識候任香港總督軒尼詩。5月18日，香港政府司法机关决定准许伍才在香港法庭执行律师业务，香港律政司費立浦正式宣布：伍才是第一位获准在英国殖民地担任律师的華人。6月22日，郭嵩焘、刘锡鸿联名上书，奏請朝廷委任伍才为驻英使馆三等参赞。李鴻章得知伍回港，派黎兆棠到香港洽談，1877年10月6日，黎兆棠攜伍到天津與李鴻章見面。10月22日，李鴻章與沈葆楨各出黃金三千兩，共六千兩黃金作為伍的年薪。但伍才沒有接受，選擇回香港執業師。1878年12月16日獲港督軒尼詩委任為首名華人太平紳士，1879年，香港律政司返英，軒尼詩提議由伍署理，遭到在港英國人反對，只好作罷。1880年2月19日，港督接受香港各界华人领袖的建議，委任伍為定例局首位華人非官守議員，同年他曾署任裁判司。在港期間，他積極支持港督軒尼詩的政策，反對歧視華人，並要求廢除公開笞刑和遏止販賣女童等。後因與妻子及妻舅何添投資生意失敗，被迫辭去立法局議員一職。1881年12月20日，在特遣分艦隊「巴坎蒂爾號」號服役的英國皇孫艾伯特維克托王子及喬治王子（即後來喬治五世長兄及喬治五世）隨分艦隊訪港，由於艦隊司令海軍中將嘉蘭威廉伯爵（Vice-Admiral Earl of Clanwilliam）的拒阻，將伍才等香港縉紳為王室成員籌備的許多歡迎節目省掉。伍才被嘉蘭威廉伯爵數次冷落，決心返回清國發展。

### 進入中國政壇

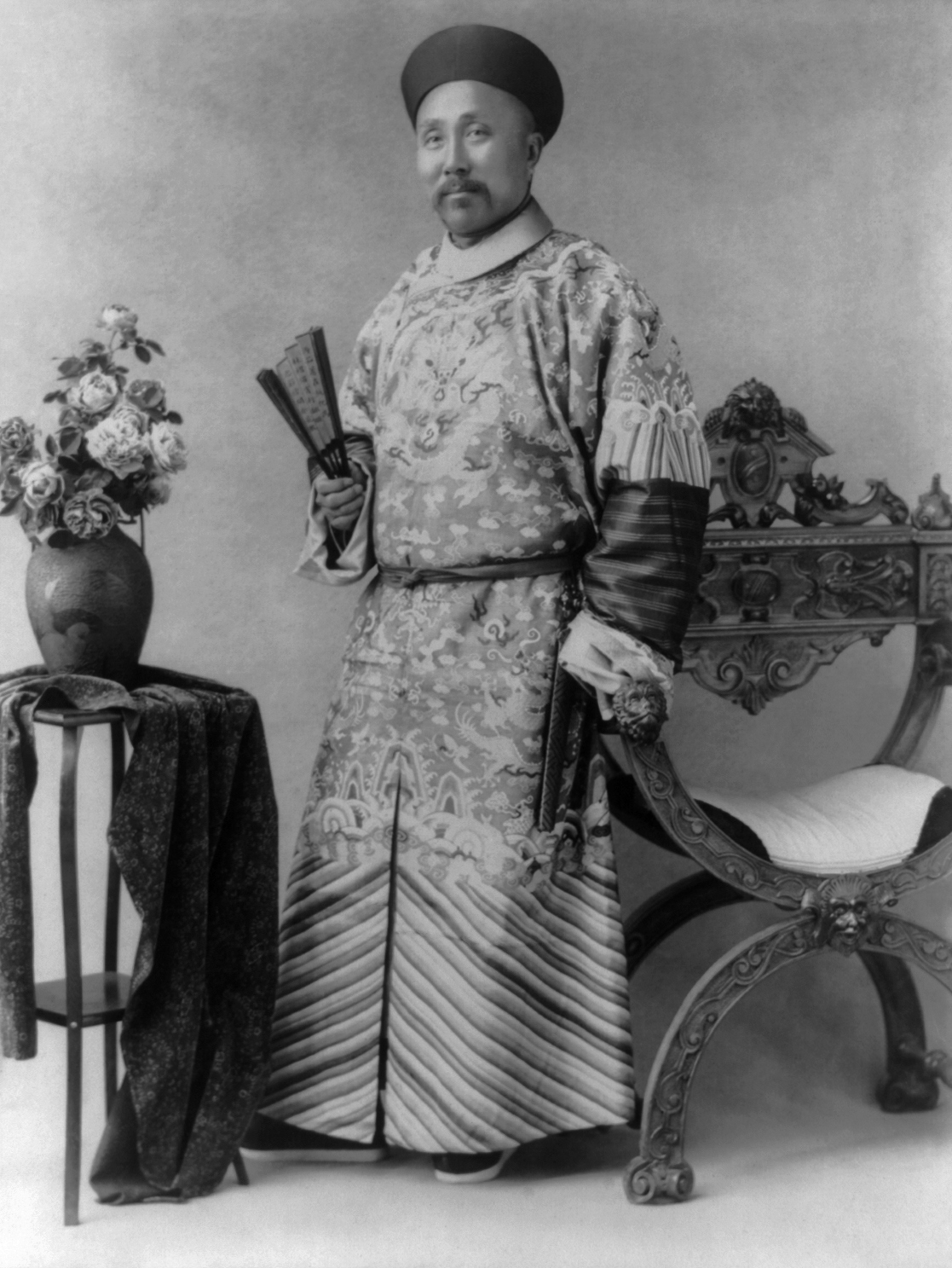
洋務委員伍廷芳

1882年10月底，伍才以伍廷芳之名離港北上，到天津接受直隸總督兼北洋大臣李鴻章的邀請，任法律顧問，成為李鴻章的幕僚。其間曾參與1885年中法新約、1886年长崎事件、1895年馬關條約等的商議，擔任馬關條約換約全權大臣。亦曾任中國鐵路公司總辦等職，創辦中國歷史上第一條經政府批准興建使用的鐵路唐胥鐵路。
1896年11月16日，清廷敕封伍廷芳為出使美日秘国大臣，11月27日進宮覲見光緒，光緒恩准伍回新會省親。1897年1月22日，伍省親後回到香港，港督羅便臣熱烈相迎。3月13日與三等參贊張蔭棠等人離開香港，4月24日到達美國華盛頓，5月1日正式就任駐美公使。上任後，不斷為華人爭取利益，抗議排華法案。1899年4月17日離開美國，5月3日到達西班牙馬德里覲見西班牙攝政王太后，遞交國書。8月底返回美國。1901年幫助孔祥熙進入美國。1902年伍廷芳回中國，與沈家本同任法律修訂大臣。之後至1906年期間，擬訂了中國最早的商業法；提出廢除凌遲等酷刑；並按歐美等國辦法起草訴訟法，建議使用陪審團制度。
伍廷芳曾任驻美公使。1905年，當時美國剛剛通過排華法案，墨西哥隨後亦宣布跟隨。當時，伍廷芳曾為了這件事在美國和墨西哥兩國之間不斷遊走，以解決危機。1907年12月，伍廷芳再次出使美國、墨西哥、秘魯及古巴，1908年2月啟程，經過日本東京，前首相大隈重信設宴款待，後不歡而散，3月7日抵達華盛頓，後來與美國總統罗斯福漸成好友，伍在美國目睹主張推翻清朝和帝制的高漲革命浪潮，又拜訪科學家、發明家愛迪生，邀請其到中國遊玩。1909年5月31日，伍開始南美洲之行，先後到巴拿馬、厄瓜多爾、秘魯慰問華僑，與秘魯簽訂《中秘條約》。8月底回美國，不久又到墨西哥、古巴遞交國書。免職後於1910年3月離開美國經歐洲、新加坡、香港，進京辭職，上《奏请剪发不易服折》，後稱病寓居於上海。

### 辛亥革命至中華民國成立後

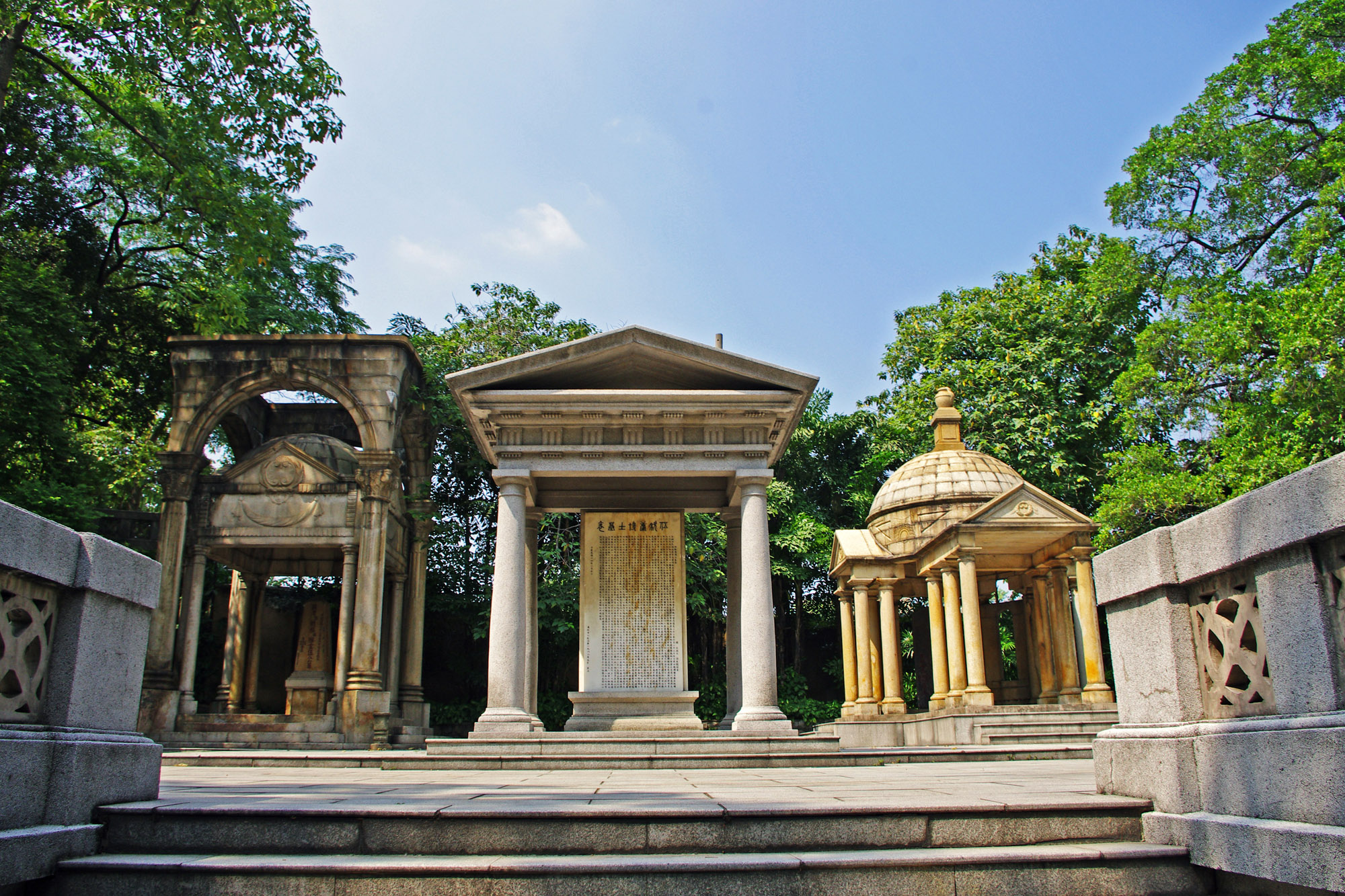
广州越秀山伍廷芳、伍朝樞之墓，中為孫中山所書伍廷芳墓表，右為伍廷芳，左為伍朝樞墓

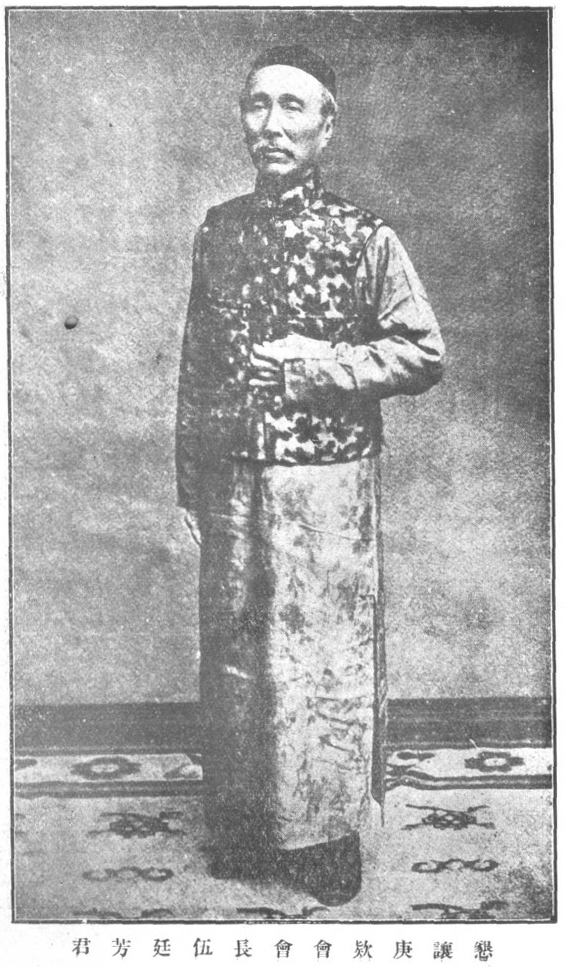

1911年辛亥革命後，伍廷芳支持革命，上《奏请监国赞成共和文》、《致清庆邸书》，于12月的南北議和中代表南方政府，出任民军总代表。1912年1月1日中華民國建立後，任南京臨時政府司法總長。4月袁世凱掌權後，伍廷芳離職，再寓居上海。1916年6月6日袁世凱死後，黎元洪繼任為總統。伍廷芳出任段祺瑞總理政府的外交總長。1917年發生「府院之爭」，伍廷芳反對加入協約國，并提出辞职。5月23日，段祺瑞被黎元洪解除職務後，伍廷芳出任代理國務總理。不久北洋系督军群起独立，枕兵北京郊外，黎元洪求救于张勋，张勋以解散国会、另制宪法为条件，強迫黎元洪接受，但是伍廷芳坚决不肯副署解散国会的命令，请辞代理总理。7月7日，伍廷芳到了上海，此时张勋在北京擁宣统帝复辟，伍向外国使团宣称他仍是中华民国外交总长，外交事务必須由他办理 ，7月9日，伍廷芳被段祺瑞免职。9月，孙中山在广州组织中华民国军政府，非常国会推选伍廷芳出任军政府的外交总长，派员到上海，邀请他南下广州，可是伍廷芳却讬病推辞，后來，他派兒子伍朝樞到广州出任军政府外交次长。11月30日，伍廷芳终于到了广州。1918年5月，军政府改组，伍廷芳为七名政务总裁之一，並兼任外交部长。1919年，任廣東省省長及後一路追隨孫中山。1921年孫中山於廣州就任非常大總統，伍任外交部部長，兼財政部部長、廣東省省長；更曾一度任代行非常大總統。
1922年6月23日病逝廣州。伍廷芳墓1988年遷至广州越秀公园内。

## 個人生活

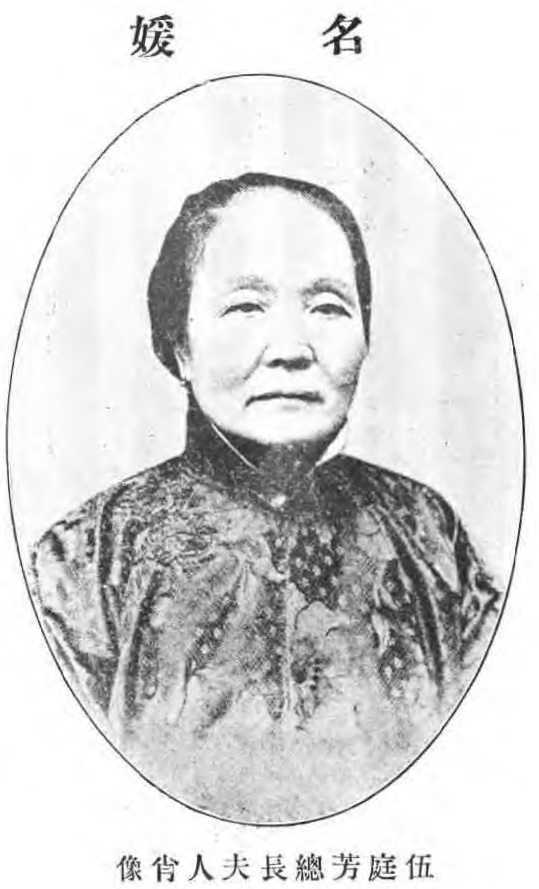
伍廷芳夫人何妙齡

伍廷芳之妻子何妙齡，妻舅為何啟爵士，二人為何福堂牧師之子女。伍廷芳與何妙齡育有一子伍朝樞，他是民國時期的外交家，曾出任國民政府駐美國大使。曾孫伍浩平為美國聯邦法院第四位華裔法官。
- 伍才（伍廷芳）＝何玫瑰[3]（何妹貴[19]、何妙齡）
  - 伍朝樞＝何瑞金（何寶芳[20]，何啟長女）
    - 伍競仁[3]＝鄭鏡宇[21]
      - 伍浩平[22][23][24][25]

    - 伍慶培＝陳瓊惠（陳策之女）[26][27]
    - 伍繼先
    - 伍玉仙＝章衣萍[28][29]
      - 章念天

## 軼事
著名雕塑家李金髮曾為伍廷芳作一雕塑。

### 信仰言論
據稱伍廷芳喜好談論鬼，還會和鬼一起攝影，單獨一人有時會「罵鬼」而驚動旁人。1920年左右伍在上海，還設過一鬼講壇，任人來研究鬼學。外籍人士被其獨特學說所吸引，推伍為「中國式學者的代表」。

### 率先採用火葬
1922年6月伍在廣州離世，後人按其生前意願，送遺體火化。送至的南石頭火葬場，是清末日本人建立，供日僑而專用，而當地華人時仍多以土葬，伍此選擇可謂開風俗的先河。

## 評價
胡適讚嘆伍廷芳之外交風範：「他在海外做外交官時，全靠他的古怪行為和古怪的議論，壓倒了西洋人的氣焰，引起了他們的好奇心，居然能使一個弱國代表受到許多外人的敬重。」
鑒於伍廷芳在西法上的造詣和成就，清廷特委任他和沈家本主持變法修律。他以紮實的刑律知識改造《大清現行刑律》，力主廢除凌遲、梟首、戮屍等酷刑，並禁止刑訊，建立符合現代文明的刑法觀。在此基礎上，重新劃定中國法律部門，被孫中山稱之為「中國刑法開新紀元」。
雖然伍廷芳真正參與修律的時間只有4年（1903年—1906年），但對自己格外強調刑罰「改重從輕」的目標落實得恰當而到位，主要表現在取消刑訊上。

### 章太炎所議與相輓
章太炎素惡伍廷芳，伍離世後，其子伍朝樞過上海，特地拜謁過章太炎，章對伍廷芳有多番譏諷，譬如將其比作春秋時狼狽逃難過昭關的伍子胥。而對話不歡而散後，章次日又遣人給伍朝樞送上輓廷芳之聯：「一夜變鬚眉，難得東皋公定計；片時留骨殖，不用西門慶花錢。」

## 著作
- 《伍廷芳集》
- 《中华民国图治议》
- 《美国视察记》
- 《伍秩庸先生公》

### 引用
1. ↑   (PDF). 香港大學.   [2011-05-22]. （原始内容 (PDF)存档于2011-09-30）.
2. 1 2  鄭宏泰，黃紹倫. . 香港: 三聯書店(香港)有限公司. 2014年7月: 65  [2015-10-12]. （原始内容存档于2020-11-27） （中文（香港））.
3. 1 2 3  鄭宏泰、黃紹倫. . 香港: 三聯書店(香港)有限公司. 2014年7月: 85  [2015-10-12]. （原始内容存档于2020-12-01） （中文（香港））.
4. ↑   (PDF). 香港大學.   [2011-05-22].
5. ↑  林肯律師學院 伍廷芳簡介 （页面存档备份，存于）
6. 1 2  張禮恆. . 香港中文大學. 2004-10-31  [2011-07-11]. （原始内容存档于2009-10-09）.
7. ↑  . 保良局. 2000-04-06  [2011-07-11]. （原始内容存档于2009-04-16）.
8. ↑  Choa, Gerald Hugh 蔡永業. . Hong Kong: Chinese University Press. 1981  [2015-05-20]. （原始内容存档于2015-05-26） （英语）.
9. ↑  . . 齡記書店.   [2015-05-26]. （原始内容存档于2015-05-26） （中文（香港））.
10. ↑  . . 齡記書店.   [2015-05-26]. （原始内容存档于2015-05-26） （中文（香港））.
11. ↑  . 2013-05-24  [2015-05-26]. （原始内容存档于2016-03-15） （中文（中国大陆））.
12. ↑  . 新聞報 (上海). 1917-06-13.
13. ↑  . 新聞報 (上海). 1917-07-08.
14. ↑   (PDF). 政府公報. 1917-07-09, (531號)  [2023-08-21]. （原始内容存档 (PDF)于2023-10-05）.
15. ↑  . 時事新報 (上海). 1917-09-24. 廷芳不才，謬承推長外交，自漸（慚?）衰朽，感愧不勝，惟現在尚有賤冗覊身，一時未能赴粵
16. ↑  . 時事新報 (上海). 1917-10-19. 上月初旬，廣州臨時軍政府成立時，曾以外交總長一席畀伍廷芳，伍氏雖未正式拒絕，亦不離滬，後以軍政府曾屢次促駕，乃遣其子，故伍朝樞之加入軍政府，其關係頗為重要
17. ↑  . 新聞報 (上海). 1917-12-07. 伍廷芳請派代表：……伍氏於三十日抵粵後，即電請馮總統派適當人物南來
18. ↑  亞洲電視新聞部資訊科. . . 明報出版社. 2008. ISBN 9789628959945.
19. ↑  鄭宏泰，黃紹倫. . 香港: 三聯書店(香港)有限公司. 2010  [2015-05-20]. （原始内容存档于2020-07-24） （中文（香港））.
20. ↑  . 中国: 天涯论坛. 2011-01-02  [2015-10-12]. （原始内容存档于2016-03-06） （中文（中国大陆））.
21. ↑  . 中国: 新浪. 2005-10-24  [2015-10-12]. （原始内容存档于2020-11-27） （中文（中国大陆））.
22. ↑  . 中国: 新浪. 2007-03-29  [2015-10-12]. （原始内容存档于2020-11-30） （中文（中国大陆））.
23. ↑  . 中国. 2012-02-13  [2015-10-12]. （原始内容存档于2016-11-15） （中文（中国大陆））. |chapter=被忽略 (帮助)
24. ↑  . 2006-09-17  [2015-10-12]. （原始内容存档于2019-05-12） （中文（繁體））.
25. ↑  . 2006-09-18  [2015-10-12] （中文（繁體））.[永久]
26. ↑  . 台灣: 台灣網. 2011-11-01  [2015-10-09] （中文（臺灣））.[永久]
27. ↑  . 中国: 金羊网. 2008-03-09  [2015-10-09]. （原始内容存档于2020-12-01） （中文（中国大陆））.
28. ↑  . 中国: 故园徽州网. 2013-11-05  [2015-10-12]. （原始内容存档于2016-03-04） （中文（中国大陆））.
29. ↑  . 中国. 2013-08-23  [2015-10-12]. （原始内容存档于2016-03-04） （中文（中国大陆））.
30. ↑  谦：《伍廷芳传略》[]《兴华》第19卷第28期 1922年
31. ↑  （页面存档备份，存于） [名门望族 伍廷芳家族]一生顺应国势　后嗣散落四海  广州图书馆 2007-11-19
32. ↑  .   [2017-05-18]. （原始内容存档于2022-03-28）.
33. ↑  兩岸史話－革命哲學家章太炎 （页面存档备份，存于） 中時電子報 2017-06-01